# Barrio Chino
Il Barrio chino o la Chinatown di Buenos Aires è una sezione, in gran parte commerciale, di circa cinque isolati nel barrio di Belgrano a Buenos Aires. La comunità asiatica che vive a Belgrano rappresenta meno dello 0,5% del totale della popolazione della zona. Nonostante la designazione di questa enclave di Belgrano come un'enclave etnica cinese, l'area è popolata da diverse comunità asiatiche, con una predominanza di taiwanesi e, in misura minore, giapponesi e thailandesi.
In questo quartiere si trovano numerosi ristoranti cinesi, negozi di alimentari e un tempio buddista. È il centro principale della comunità cinese in Argentina.
Il quartiere è anche noto per la sua celebrazione del capodanno cinese. Il 22 gennaio le strade del sud di Belgrano si vestono di un rosso brillante e di un giallo dorato, mentre marionette e carri simili a draghi corrono per le strade ondeggiando al ritmo della musica tradizionale cinese.

## Storia
Il quartiere iniziò a svilupparsi a metà degli anni 1980 quando arrivarono immigranti taiwanesi e della Cina continentale in questa zona.
Una proposta per la creazione di Chinatown come barrio ufficiale di Buenos Aires è stata promossa da un gruppo di uomini d'affari asiatici a fini commerciali nel 2006. La designazione richiesta non ebbe successo, tuttavia, perché "Chinatown" non rifletteva la vera struttura della popolazione di Belgrano, popolata in modo schiacciante da persone di origine non asiatica ma europea.
Gli ispettori del governo hanno riscontrato, in varie occasioni, la vendita di alimenti scaduti, compresi quelli in cattive condizioni, che sono stati confiscati.

## L'arco

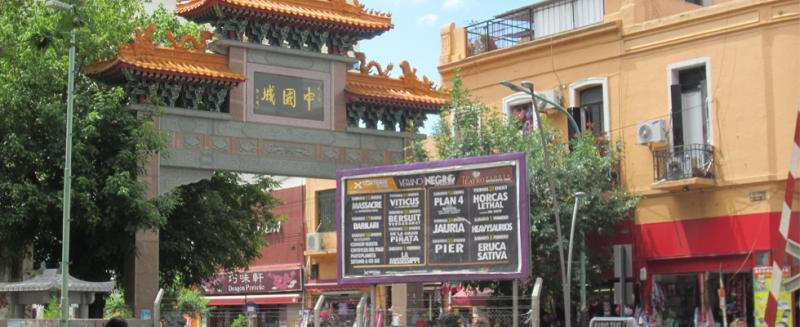
Ingresso a Chinatown, con il suo controverso paifang, una presunta donazione da parte del governo cinese.

Nel 2009 è stato installato un arco d'ingresso su calle Arribeños, un regalo per il bicentenario argentino. Portato dalla Cina, con un costo di circa 500000 $, ha avuto un contribuito dal governo cinese senza rispettare le leggi e i requisiti municipali, e gli articoli 89 e 90 della Costituzione argentina, in quanto privo di autorizzazione formale da parte del Ministero degli Esteri. Sono in corso diverse denunce formali per le numerose irregolarità esistenti in questa donazione. La donazione di questo arco è stata respinta dalle autorità competenti in due occasioni: dal Dipartimento di pianificazione urbana nel 2006 e dalla Commissione di valutazione Accettazione dei monumenti delle donazioni e dal legislatore del governo della città nel 2007.
L'installazione di questo arco, e la sua esecuzione senza consultazione è un motivo di contesa tra i residenti del quartiere (tra cui i taiwanesi) che non aderiscono al Partito comunista cinese e quindi considerano l'arco come un'imposizione della Repubblica popolare cinese a casa loro.